# Paulogramma coeligera
Paulogramma coeligera är en fjärilsart som beskrevs av Anton Heinrich Fassl 1922. Paulogramma coeligera ingår i släktet Paulogramma och familjen praktfjärilar. Inga underarter finns listade i Catalogue of Life.